# Israelische Eishockeyliga 2005/06
Die Saison 2005/06 war die 13. Spielzeit der israelischen Eishockeyliga, der höchsten israelischen Eishockeyspielklasse. Meister wurden zum vierten Mal in der Vereinsgeschichte die Haifa Hawks.

## Modus
In der Hauptrunde absolvierte jede der fünf Mannschaften insgesamt acht Spiele. Die vier bestplatzierten Mannschaften qualifizierten sich für die Playoffs, in denen der Meister ausgespielt wurde. Für einen Sieg erhielt jede Mannschaft zwei Punkte, bei einem Unentschieden gab es ein Punkt und bei einer Niederlage null Punkte.

## Hauptrunde
|    | Klub          | Sp | S | U | N | Tore  | Punkte |
| -- | ------------- | -- | - | - | - | ----- | ------ |
| 1. | Haifa Hawks   | 8  | 7 | 0 | 1 | 54:13 | 14     |
| 2. | HC Bat Yam II | 8  | 7 | 0 | 1 | 49:17 | 14     |
| 3. | HC Metulla    | 8  | 3 | 0 | 5 | 29:22 | 6      |
| 4. | HC Ma’alot    | 8  | 3 | 0 | 5 | 31:37 | 6      |
| 5. | HC Bat Yam I  | 8  | 0 | 0 | 8 | 5:79  | 0      |

Sp = Spiele, S = Siege, U = Unentschieden, N = Niederlagen

## Playoffs

### Halbfinale
- Haifa Hawks – HC Ma’alot 6:2
- HC Bat Yam II – HC Metulla 3:0

### Finale
- HC Bat Yam II – Haifa Hawks 0:5